# Éditions Hugo & Cie
Saint Vincent & Cie
Les éditions Hugo & Cie sont une maison d'édition française, fondée en 2005 par Hugues de Saint Vincent (d), et située 34-36 rue de la Pérouse dans le 16e arrondissement de Paris. Initialement fondée pour les documents (Hugo Doc), de livres illustrés (Hugo Image) et le sport (Hugo Sport), la maison d'édition a décidé de s'ouvrir au genre de la fiction.
En 2016, les éditions Hugo & Cie s'installent au Québec en ouvrant des bureaux dans le but de développer davantage son public et de mettre en valeur les auteurs québécois. Suite au décès de son fondateur, l'entreprise est désormais connue sous les noms de Saint Vincent & Cie, et Hugo Publishing.

## Présentation
Les éditions Hugo & Cie se déclinent en plusieurs labels. Le label « Hugo Roman » publie des romans de tout genre, qui peuvent attirer à eux une clientèle diversifée. Dans ce label, on peut retrouver la collection « New Way » qui publie des romans Young Adult et la collection « New Romance » qui publie du New Adult. La collection « Romantasy » publie des romans d’amours qui se déroulent dans un monde surnaturel. Depuis 2022, le label (ou la collection) « Stardust » est utilisé pour les livres de Fantasy Young Adult. Les livres concernant le foot, le rugby et autres sports sont sous le label « Hugo Sport ». Pour les autobiographies ou biographies, les essais ou les enquêtes sont des œuvres publiés sous le label « Hugo Doc ». La filiale « Hugo Image » gère l'édition de calendriers, d'agenda et de coffrets jeux. « Hugo Desinge » et « Hugo BD » sont les deux labels utilisés pour la publication de BD (essentiellement sur le sport) et de romans graphiques. De nouvelles collections viennent compléter tout cela avec des romans policiers « Hugo Thrillers ». Mais il est possible aussi de trouver des ouvrages centré sur le développement personnel et le bien-être « Hugo New Life ». Ils possèdent aussi « Les Éditions retrouvées », qui éditent des romans en grands caractères. 
Ce sera seulement en 2017 que les éditions Hugo & Cie vont se lancer dans la production de livre de poche, ce qui va permettre de redonner du dynamisme à leurs anciens ouvrages, mais aussi de publier de nouvelles séries inédites dans un format plus petit.
Hugo & Cie est également associée à Chiflet et Cie créée en 2004 par Jean-Loup Chiflet. Leur collaboration porte sur l'édition de dictionnaires spécifiques, de brèves, de cahier de vacances et de pastiches.
Les éditions Hugo & Cie possèdent aussi une branche événementielle, appelée Hugo Events, et organise divers événements tels que le Running Tour du château de Versailles, les Running Days du Figaro, la D-Day Race, Mister France et les 24H Velib.

## La plateformeFyctia
Fyctia est une plateforme communautaire d'écriture lancée en 2015 par les éditions Hugo & Cie. Fin décembre 2017, la plateforme comptait 120 000 abonnés dont 10% d'auteurs. C'est une plateforme fondée sur les concours d’écriture parrainés par Olivier Bal, un auteur de polars. Ces concours à thèmes ont une durée de trois mois et sont centrés autour de quatre univers principaux : New Romance, Young Adult, Univers Alternatif et Thriller. L'auteur poste un chapitre dans une des catégories et soumet son œuvre aux votes des autres membres de la plateforme. L'auteur doit atteindre un certain nombre de likes et de partage pour pouvoir continuer à faire partie des candidats. En cas de victoire, l'auteur voit ses écrits publiés au format numérique voire papier par la maison d'édition Hugo & Cie.
En octobre 2018, la plateforme lance, en partenariat avec Télé Loisirs, le prix du roman de l’été 2019 qui permettra au gagnant d'être publié.

## Historique
La maison d'édition Hugo Publishing est créée en 2005 par Hugues Robert de Saint Vincent et dirigé par son fils Arthur de Saint Vincent.
Entre 2014 et 2015, la maison d'édition voit son chiffre d'affaires monter de 89,5 %, passant de 15,3 millions à 29 millions d'euros en partie grâce au succès de la saga After de Anna Todd. Cette croissance permet au groupe de devenir 17e du classement des éditeurs français.
En raison de son cancer qui finira par le tuer quatre ans plus tard, Hugues de Saint Vincent laisse en 2014 la présidence de la maison d'édition à son fils, Arthur de Saint Vincent (d).
C'est le 1er Janvier 2021 que Hugo Publishing devient une filiale de Glénat. Cela permet à Glénat de se diversifier au delà de la BD et des livres jeunesse.
En 2022, la maison d'édition remporte le prix du Polar Européen grâce au livre de Victor Guilbert Terra Nullius, un ouvrage qui plaît aux lecteurs par son intrigue surprenante.

## Auteurs et œuvres
Parmi les auteurs publiés par la maison d'édition, on peut citer :
- Anna Todd, l'autrice de la saga After
- le duo d'autrices Christina Lauren qui ont écrit Beautiful Bastard
- Colleen Hoover, l’autrice des romans à succès Jamais Plus et À Tout Jamais
- Paula Alexander, l'autrice de La République du Trégor
- Morgane Moncomble, l’autrice de L’as de Cœur
- Romain Molina, l'auteur de La Mano Negra
- Sandrine Destombes, l'autrice de ils étaient cinq
- Vincent Hauuy, l'auteur de Survivre
- Alexiane Thill, l’autrice de la saga Les MacCoy
- Daniel Riolo
- Alain Soral
- Ana Huang, l’autrice de la saga phénomène Twisted
- Scarlett St.Clair, l’autrice des saga La Saga d’Hadès  et  Hadès et Perséphone
- Le duo d’autrices Alfreda Enwy (également autrice de Troublemaker) et Alicia Garnier qui ont écrit la saga Rebel University

## Polémiques
Les éditions Hugo & Cie et Alain Soral ont été condamnées en appel en 2016 pour diffamations à l'encontre de Pierre Bergé dans le livre Dialogues désaccordés : combat de Blancs dans un tunnel, publié par Hugo & Cie en 2013. L'éditeur a par la suite retiré ce livre de la vente.